# Falletans
Falletans é uma comuna francesa na região administrativa de Borgonha-Franco-Condado, no departamento de Jura. Estende-se por uma área de 24,35 km². Em 2010 a comuna tinha 403 habitantes (densidade: 16,6 hab./km²).